# Pindad SS1
Pindad SS1 (Senapan Serbu 1 — штурмовая винтовка 1) — индонезийский автомат, созданный на основе FN FNC. В исходную конструкцию были внесены изменения, направленные на повышение эффективности использования оружия в условиях тропиков. В 2005 году на вооружение стали поступать модернизированные автоматы Pindad SS2.

## Варианты
- SS1-V1 — базовый вариант со складным прикладом.
- SS1-V2 — укороченный вариант.
- SS1-V3 — вариант SS1-V1 с фиксированным прикладом.
- SS1-V4 — самозарядный вариант с более тяжелым стволом, использующийся в роли снайперской винтовки.
- SS1-V5 — укороченный автомат, использующийся в роли оружия самообороны экипажей транспортных средств.
  - SS1-R5 Raider — вариант SS1-V5 с возможностью дополнительного оборудования, предназначенной для спецподразделений.
- SS1-M1 — вариант SS1-V1 с антикоррозионным покрытием, предназначенный для морской пехоты Индонезии.
  - SS1-M2 — вариант SS1-M1 со стволом 363 мм.
  - SS1-M5 — вариант SS1-M1 со стволом 252 мм.
- SBC-1 (Senapan Bea Cukai) — самозарядный вариант SS1-V5 для таможенной службы Индонезии.
- Sabhara / Police V1 — полицейский вариант SS1-V2 под патрон 7,62×45 мм, предназначенный для полиции.
- Sabhara / Police V2 — вариант Sabhara / Police V1 с укороченным стволом.